# Jan Dominikowski
Jan Dominikowski (ur. 1966, zm. 1 grudnia 2021) – polski historyk sztuki, konserwator zabytków, znawca sztuki sakralnej i sepulkralnej, witrażysta.

## Życiorys
Ukończył historię sztuki na Uniwersytecie Jagiellońskim w Krakowie. Studiował także przez trzy lata w klasie śpiewu prof. Tadeusza Kopackiego na Wydziale Wokalno-Aktorskim Akademii Muzycznej im. Grażyny i Kiejstuta Bacewiczów w Łodzi. W trakcie studiów dorabiał w słynnej firmie witrażowej Żeleńskich. Później jako witrażysta prowadził własną pracownie witraży stylowych i artystycznych. Był autorem między innymi witrażu w pałacu Biedermanna w Łodzi i rektoracie Politechniki Łódzkiej (willa Józefa Richtera). Jan Dominikowski był autorem kompleksowego projektu konserwatorskiego wnętrz Akademii Muzycznej im. Grażyny i Kiejstuta Bacewiczów w Łodzi (pałac Karola Poznańskiego).
Jako publicysta był autorem między innymi monografii łódzkiego Cmentarza Starego za którą w 2004 roku został uhonorowany nagrodą Złotego Ex Librisu, a także autorem publikacji i książek poświęconych twórczości sakralnej ks. Tadeusza Furdyny. Dominikowski był także współautorem scenariusza do filmu dokumentalnego pt. Nekropolis. Łódzkie trójprzymierze cieni... z 2009 roku w reż. Andrzeja B. Czuldy.
Zmarł  wyniku choroby COVID-19. Został pochowany na cmentarzu rzymskokatolickim św. św. Józefa i Wawrzyńca w Zgierzu.

## Publikacje
- Przestrzenie słowa...: o wnętrzach sakralnych ks. Tadeusza Furdyny (Wydawnictwo Konserwatorów Dzieł Sztuki, Łódź, 2001; ISBN 83-904224-8-4)
- Męka Pańska w twórczości ks. Tadeusza Furdyny (Wydawnictwo Konserwatorów Dzieł Sztuki: nakład Salezjańskiego Inspektoratu Prowincji Warszawskiej, Warszawa, 1997; ISBN 83-904224-2-5)
- Misterium światła: witraże ks. Tadeusza Furdyny (Wydawnictwo Konserwatorów Dzieł Sztuki: nakład Salezjańskiego Inspektoratu Prowincji Warszawskiej, Warszawa, 1999; ISBN 83-904224-4-1)
- Nekropolia Łodzi wielkoprzemysłowej: Cmentarz Stary przy ulicy Ogrodowej: dzieje i sztuka 1854-1945 (Wydawnictwo Konserwatorów Dzieł Sztuki, Łódź, 2004; ISBN 83-904224-5-X)
- Słowo i obraz: rzecz o sztuce sakralnej księdza Tadeusza Furdyny SDB (Salezjański Inspektorat Prowincji Warszawskiej, Warszawa, 2006)
- W ciszy pracowni: malarstwo ks. Tadeusza Furdyny (Wydawnictwo Salezjańskie, Warszawa, 2007; ISBN 978-83-7201-371-2)